# Lille európai metropolisz

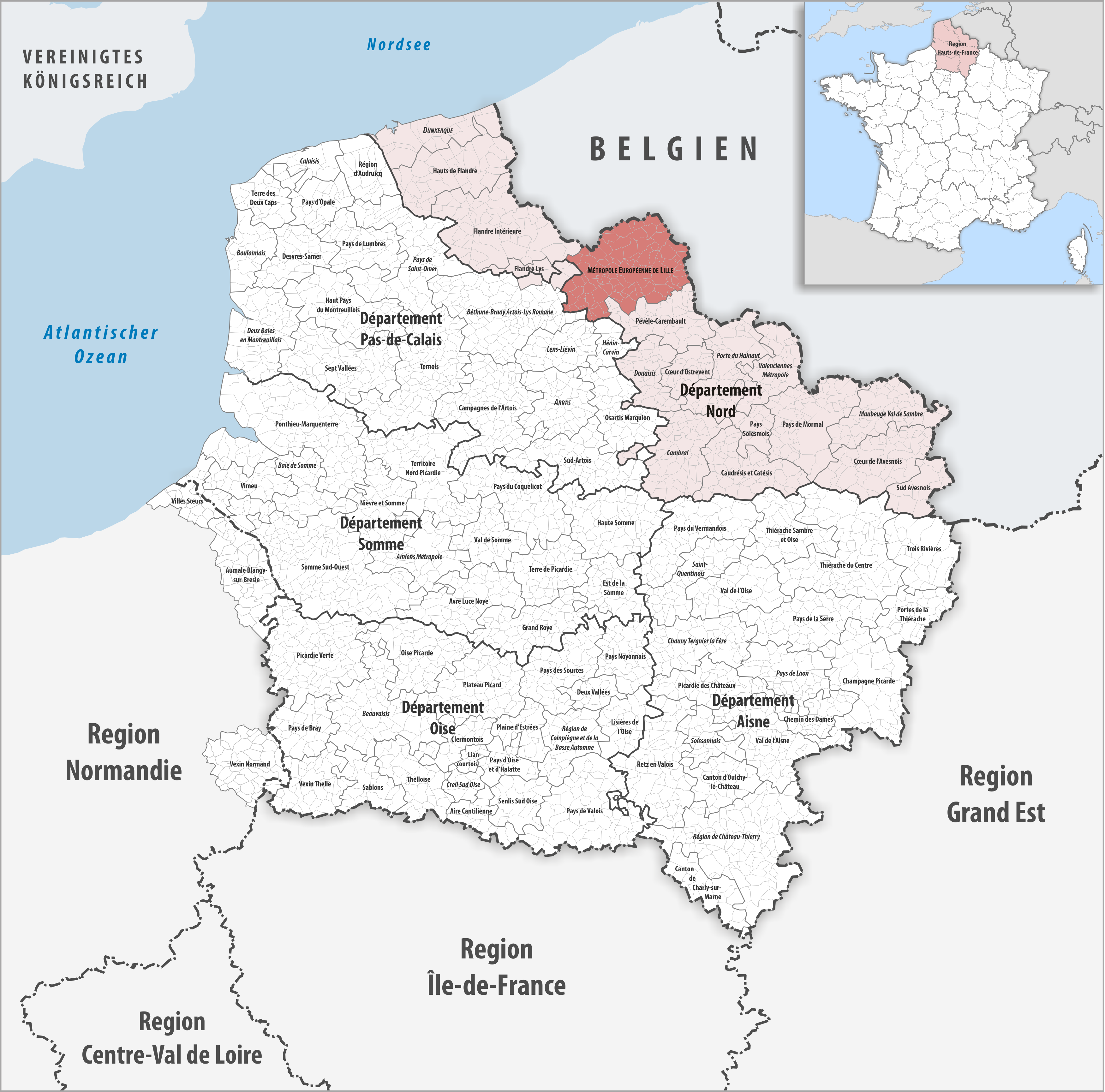
Elhelyezkedése a régióban és Nord megyében

Lille európai metropolisz (franciául: Métropole Européenne de Lille) a franciaországi metropoliszok egyike, a francia községközi társulási rendszer (intercommunalité) része.
Franciaország északi részén, Hauts-de-France régió Nord megyéjében helyezkedik el. Lille, valamint Roubaix és Tourcoing városok körül fokozatosan alakult ki, és  2020 óta összesen 95 község alkotja. 2015. január 1-jén jött létre az addigi „Lille városközösség” (communauté urbaine de Lille) átalakításával.
Népessége 1 187 907 fő volt 2021-ben, területe 671,9 km2. Igazgatási központja Lille-ben van.

## Községek
2020 óta a metropoliszt az alábbi 95 község alkotja:
1. Allennes-les-Marais
2. Annœullin
3. Anstaing
4. Armentières
5. Aubers
6. Baisieux
7. La Bassée
8. Bauvin
9. Beaucamps-Ligny
10. Bois-Grenier
11. Bondues
12. Bousbecque
13. Bouvines
14. Capinghem
15. Carnin
16. La Chapelle-d’Armentières
17. Chéreng
18. Comines
19. Croix
20. Deûlémont
21. Don
22. Emmerin
23. Englos
24. Ennetières-en-Weppes
25. Erquinghem-le-Sec
26. Erquinghem-Lys
27. Escobecques
28. Faches-Thumesnil
29. Forest-sur-Marque
30. Fournes-en-Weppes
31. Frelinghien
32. Fretin
33. Fromelles
34. Gruson
35. Hallennes-lez-Haubourdin
36. Halluin
37. Hantay
38. Haubourdin
39. Hem
40. Herlies
41. Houplin-Ancoisne
42. Houplines
43. Illies
44. Lambersart
45. Lannoy
46. Le Maisnil
47. Leers
48. Lesquin
49. Lezennes
50. Lille
51. Linselles
52. Lompret
53. Loos
54. Lys-lez-Lannoy
55. La Madeleine
56. Marcq-en-Barœul
57. Marquette-lez-Lille
58. Marquillies
59. Mons-en-Barœul
60. Mouvaux
61. Neuville-en-Ferrain
62. Noyelles-lès-Seclin
63. Pérenchies
64. Péronne-en-Mélantois
65. Prémesques
66. Provin
67. Quesnoy-sur-Deûle
68. Radinghem-en-Weppes
69. Ronchin
70. Roncq
71. Roubaix
72. Sailly-lez-Lannoy
73. Sainghin-en-Mélantois
74. Sainghin-en-Weppes
75. Saint-André-lez-Lille
76. Salomé
77. Santes
78. Seclin
79. Sequedin
80. Templemars
81. Toufflers
82. Tourcoing
83. Tressin
84. Vendeville
85. Verlinghem
86. Villeneuve-d’Ascq
87. Wambrechies
88. Warneton
89. Wasquehal
90. Wattignies
91. Wattrelos
92. Wavrin
93. Wervicq-Sud
94. Wicres
95. Willems